# Prusko-francouzská válka
Prusko-francouzská válka nebo francouzsko-německá válka, ve Francii často označovaná jako válka z roku 1870 (guerre de 1870), byl konflikt mezi Druhým francouzským císařstvím (později Třetí republikou) a německými státy severoněmeckého spolku vedenými pruským královstvím. Střet, který trval od 19. července 1870 do 28. ledna 1871, byl způsoben především rozhodnutím Francie obnovit své dominantní postavení v kontinentální Evropě, které ztratila po drtivém vítězství Pruska nad Rakouskem v roce 1866. Podle některých historiků pruský kancléř Otto von Bismarck úmyslně vyprovokoval Francouze k vyhlášení války Prusku, aby přilákal čtyři nezávislé jižní německé státy – Bádensko, Württembersko, Bavorsko a Hesenské velkovévodství – do spojenectví se Severoněmeckým spolkem, kterému dominovalo Prusko. Někteří historici tvrdí, že Bismarck využil toho, jak se vyvíjely okolnosti. Žádný však nezpochybňuje skutečnost, že Bismarck musel vzhledem k celkové situaci uznat potenciál nových německých spojenectví.
Francie armádu zmobilizovala 15. července 1870, což severoněmecký spolek vedlo k tomu, aby ve stejný den reagoval vlastní mobilizací. 16. července 1870 francouzský parlament hlasoval pro vyhlášení války Prusku a vyhlášení války bylo Prusku doručeno o tři dny později. Francouzské síly napadly německé území 2. srpna. Německá koalice zmobilizovala své jednotky mnohem efektivněji než Francouzi a 4. srpna vtrhla do severovýchodní Francie. Německé síly byly co do počtu větší, měly lepší výcvik a velení a efektivněji využívaly moderních technologií, zejména železnici a dělostřelectvo.
Řada rychlých pruských a německých vítězství na východě Francie vyvrcholila obléháním města Mety a bitvou u Sedanu, kde byl zajat francouzský císař Napoleon III. a kdy byla armáda Druhého císařství rozhodně poražena. Vláda národní obrany vyhlásila v Paříži 4. září třetí francouzskou republiku a pokračovala ve válce dalších pět měsíců; německé síly porazily jednotky nové francouzské armády v severní Francii. Francouzské hlavní město Paříž bylo obléháno a 28. ledna 1871 padlo. Poté se ve městě chopila moci skupina revolučního povstání zvaná Pařížská komuna a držela ji dva měsíce, dokud ji na konci května 1871 krvavě nepotlačila řádná francouzská armáda.
Německé státy vyhlásily svoji unii jako Německou říši. Vládcem se stal pruský král Vilém I. a kancléřem Otto von Bismarck. Většina Německa byla spojena jako národní stát (Rakousko bylo vyloučeno). Smlouva z Frankfurtu nad Mohanem z 10. května 1871 dala Německu většinu Alsaska a některé části Lotrinska, které se stalo císařským územím Alsasko-Lotrinsko (Reichsland Elsaß-Lothringen). Německé dobytí Francie a sjednocení Německa evropskou rovnováhu sil, která existovala od vídeňského kongresu v roce 1815, narušilo, a Bismarck si po dvě desetiletí v mezinárodních záležitostech držel velkou autoritu.
Francouzské odhodlání znovu získat Alsasko-Lotrinsko a strach z další francouzsko-německé války spolu s obavami Britů o rovnováhu sil se staly faktory příčin první světové války.

## Příčiny
Příčiny vzniku této války je možno spatřovat v důsledcích války prusko-rakouské a rozhodující bitvy u Sadové (Hradce Králové) z roku 1866, neboť vítězství Pruska bylo ve Francii považováno za vlastní diplomatickou prohru. Následné rychlé uzavření míru mezi Pruskem a Rakouskem totiž nedovolilo Napoleonovi III. vystupovat v roli prostředníka a vyžadovat za to kompenzaci v podobě odstoupení území na levém břehu Rýna.
Další diplomatické fiasko utrpěla Francie při pokusu získat velkovévodství Lucemburské, který ztroskotal na mezinárodních protestech. Ty vyvolaly na určitou dobu krizi ve vztazích mezi Francií a Pruskem.
Napětí pak nemohlo polevit ani při pokusu Francie o uzavření spojenectví s Rakouskem a Itálií s cílem Prusko tím obklíčit a izolovat. A politická situace se ještě zhoršila sporem o obsazení španělského trůnu. Napoleon III. podporoval kandidaturu portugalského prince Ferdinanda, zatímco pruský kancléř Otto von Bismarck tajnou dohodou prosadil prince Leopolda z rodu Hohenzollern-Sigmaringen. Když se informace o této dohodě dostala na veřejnost, napětí mezi oběma státy vzrostlo a princ Leopold po dohodě s pruským králem Vilémem I. od kandidatury raději ustoupil.
Přesto zpráva o tajné dohodě byla v Paříži považována za provokaci Berlína a tisk se rozepisoval o obklíčení Francie ze západu i východu. Francie začala od Viléma I. požadovat záruky, že Hohenzollernové rezignují na španělský trůn navždy. Pruský král však požadavky francouzského vyslance Benedettiho odmítl a telegraficky o tom informoval Bismarcka. Ten tuto emžskou depeši upravil a uveřejnil tak, aby francouzskou vládu jejími přehnanými nároky zostudil. Ta pod tlakem pobouřené veřejnosti musela mobilizovat a 19. července 1870 vyhlásila Prusku válku.

## Válka

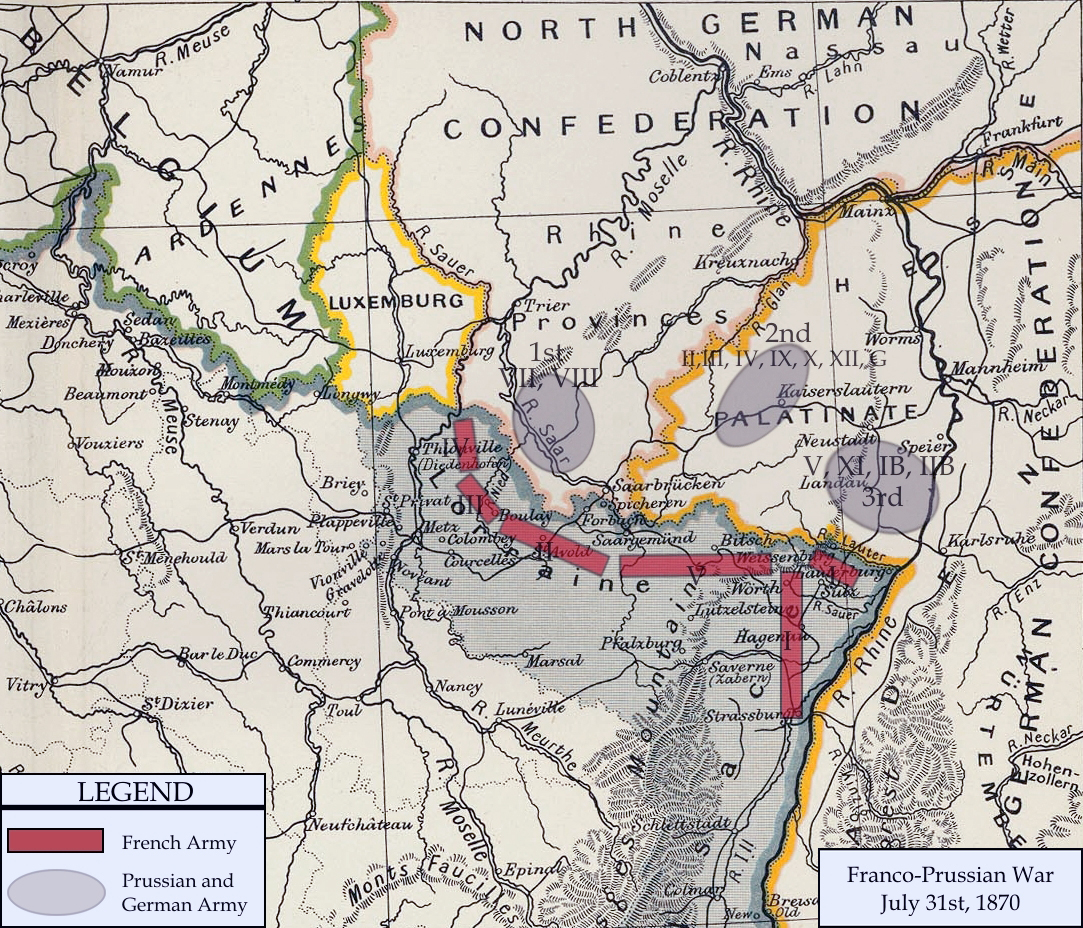
Mapa pozic německých a francouzských armád poblíž hranice 31. července 1870

Z války proti Prusku se však rázem stala válka proti celému Německu, protože jejím vyhlášením vstoupily v platnost smlouvy, uzavřené Bismarckem s jihoněmeckými státy v roce 1866. Pod pruským velením narukovaly kromě pruské a severoněmecké armády i bavorské, württemberské a bádenské jednotky, celkem 500 000 vojáků, v zázemí se připravovalo dalších 160 000 záložníků a 190 000 mužů zemské domobrany.
Francie, navzdory sebevědomým prohlášením velení, byla na válku připravena špatně. Armáda měla stav 370 000 mužů, z toho 60 000 v Alžírsku a 6000 v Římě. Organizační zmatky při doplňování pluků způsobily všeobecný dopravní chaos, takže začátkem srpna mělo velení k dispozici jen 235 000 mužů a nebylo schopno ofenzívy do jižního Německa, jak původně plánovalo. Francouzské vojsko zaujalo jen obranné postavení podél 300 km hranic. Vrchního velení se 29. července ujal sám císař, alsaské armádě velel maršál Mac Mahon a lotrinské maršál Bazaine.
Už počátkem srpna byla v krvavých střetech obrana prolomena, francouzské armády ustoupily, Alsasko a Lotrinsko byly okupovány. Bazainova lotrinská armáda zůstala obklíčena v pevnosti Mety, Mac Mahonova se spojila s jednotkami císaře s úmyslem stáhnout se k Paříži. Nálada lidu však byla natolik rozbouřená, že vláda nutně potřebovala vojenský úspěch, aby v Paříži zabránila vypuknutí revoluce.
Mac Mahon se tedy obrátil k Métám, německá vojska mu však rychlým postupem odřízla cestu a více než stotisícovou francouzskou armádu zatlačila do úzké kotliny mezi řekou Mázou a belgickou hranicí u města Sedanu. Okolní návrší obsadily německé baterie a jejich palba 1. září 1870 zahájila rozhodující bitvu u Sedanu. Zoufale se bránící Francouzi ještě večer na příkaz císaře vyvěsili bílou vlajku, 2. září byla podepsána kapitulace. Do zajetí padlo 83 000 vojáků, císař se stal zajatcem pruského krále.

## Důsledky

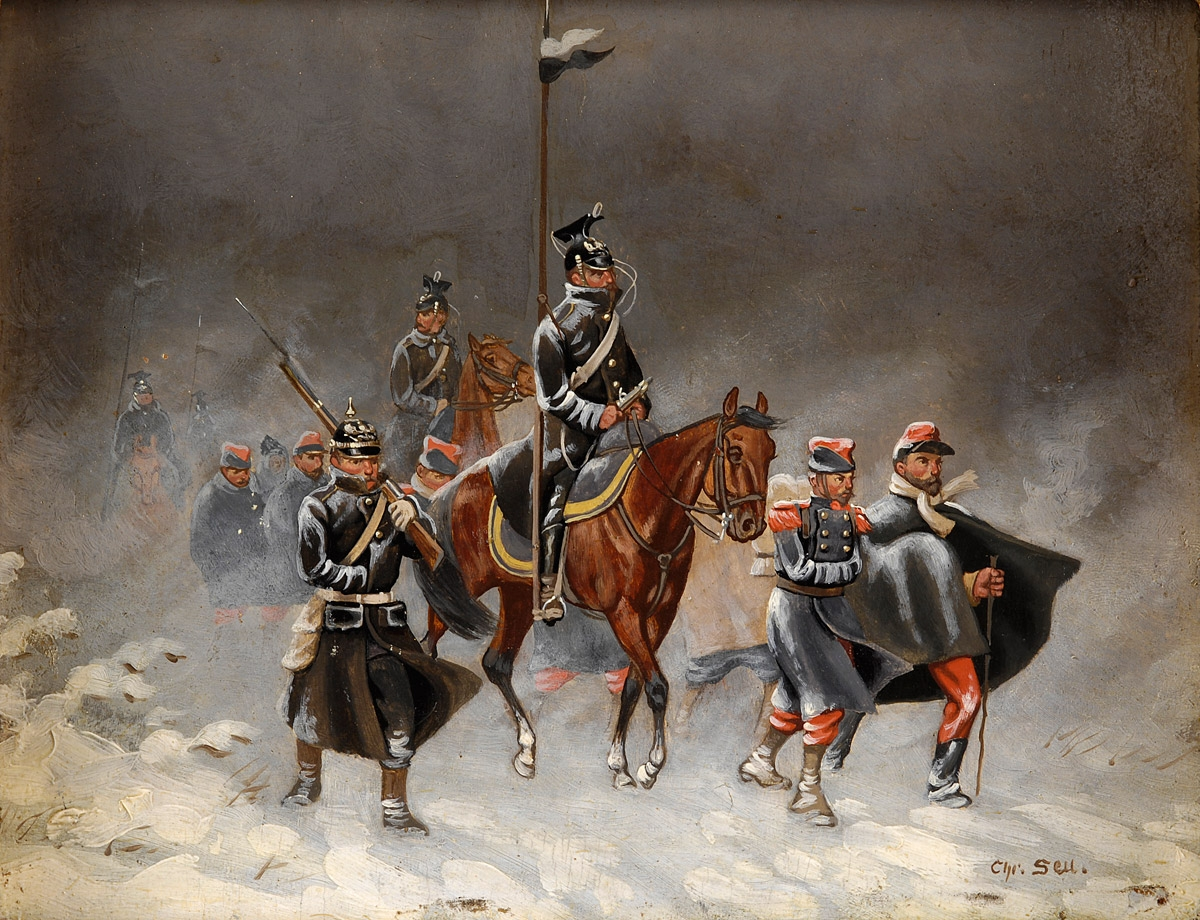
Němečtí huláni a pěchota se zajatými francouzskými vojáky

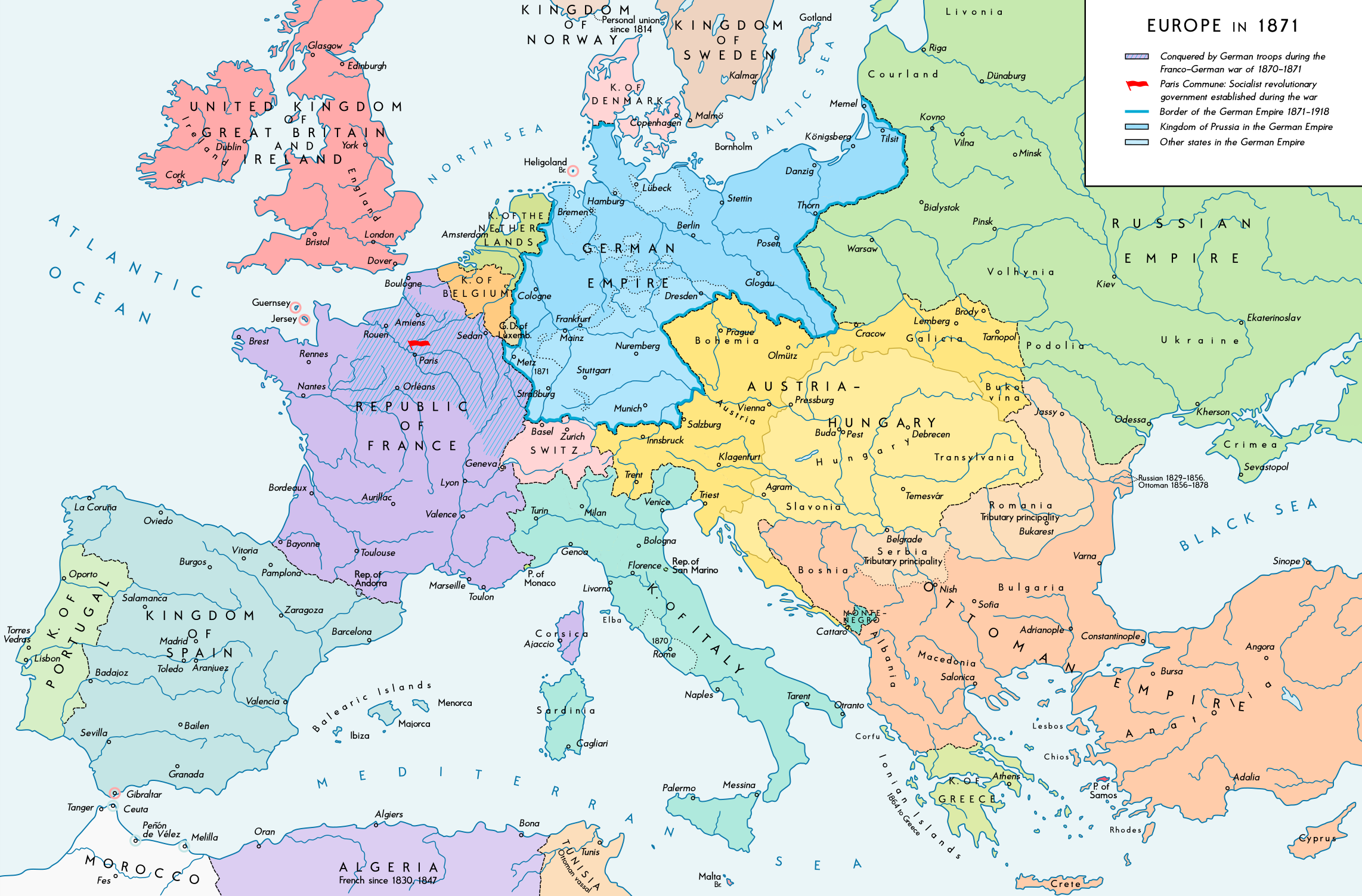
Evropa po francouzsko-pruské válce a sjednocení Německa

Bonapartistický režim se zhroutil a v tom okamžiku se začala měnit mapa Evropy; Francie už v ní nebyla na prvním místě. Vojenská konfrontace ale pokračovala; po vyhlášení republiky 4. září lidovou válkou francouzského obyvatelstva proti nenáviděným okupantům. Francie si touto válkou získala takové sympatie neutrálních států, že Bismarck musel, proti vůli armády, válku co nejrychleji ukončit. Francouzský odpor, podnícený zejména odtržením Alsaska a části Lotrinska, zlomilo až obležení a ostřelování Paříže.
28. ledna 1871 bylo podepsáno příměří a 10. května 1871 ve Frankfurtu nad Mohanem byla definitivně uzavřena mírová smlouva. Francie v ní souhlasila s podmínkami, kladenými Německem, odstoupila požadovaná území a jako válečné odškodnění se zavázala do tří let zaplatit 5 miliard franků.
Porážka a především ztráta Alsaska a Lotrinska zkomplikovala vztahy mezi novým Německem a Francií a znemožnila smíření mezi oběma národy na několik desetiletí.

## V kultuře
Během prusko-francouzské války se odehrává nejslavnější povídka francouzského autora Guy de Maupassanta, Kulička. Autor zde mimo jiné zvěčnil vlastní zážitky z boje (byl jedním z dobrovolníků). 
Émile Zola do prusko-francouzské války zasadil román Rozvrat (La Débâcle) z cyklu Rougon-Macquartové, popisující francouzskou porážku, včetně bitvy u Sedanu a pozdější potlačení pařížské Komuny.

...

Vojáček bez čapky a s nachýlenou šíjí,

spí s ústy dokořán v modravé řeřiše,

pod mráčkem, z kterého se proudy světla lijí

až na zem do trávy, kde leží na břiše.

Má nohy v kosatcích, spí, usmívá se sladce,

jak děcko v nemoci, když přitulí se k matce.
Přírodo, zahřej ho, je velmi chladný rok!

S nehybným chřípím spí za rosy, která studí,

spí s rukou složenou na svojí klidné hrudi

a dvěma ranami má prostřelený bok.

Arthur Rimbaud, Le Dormeur du val, říjen 1870
, překlad: Vítězslav Nezval